# 燕楫
燕楫（1512年—？），字廷濟，直隸真定府真定縣人，民籍，明朝政治人物。

## 生平
順天府鄉試第二十四名。嘉靖十七年（1538年）戊戌科進士。官刑部员外郎。

## 家族
曾祖燕恕，所吏目；祖父燕雲，贈監察御史；父燕澄，曾任府同知、前監察御史。母李氏（封孺人）。永感下。兄燕桂（七品散官）。